# Cyathea tepuiana
Cyathea tepuiana är en ormbunkeart som beskrevs av Maarten J.M. Christenhusz. Cyathea tepuiana ingår i släktet Cyathea och familjen Cyatheaceae. Inga underarter finns listade.